# Andy Plank
Andy Plank (Vipiteno, 16 febbraio 1989) è un ex sciatore alpino italiano.

## Biografia
Figlio di Herbert e nipote di Jolanda, a loro volta sciatori alpini di alto livello, e attivo in gare FIS dal dicembre del 2004, Plank ha esordito in Coppa Europa il 7 febbraio 2007 a Sarentino in discesa libera, classificandosi 56º. Nel 2009 ai Mondiali juniores di Garmisch Partenkirchen 2009 ha vinto la medaglia d'oro nella discesa libera e, nella medesima specialità, ha esordito in Coppa del Mondo, l'11 marzo a Åre (25º).
Il 3 marzo 2010 ha colto a Sarentino in supercombinata la sua unica vittoria, nonché primo podio, in Coppa Europa; sempre in supercombinata ha disputato la sua ultima prova in Coppa del Mondo, il 14 gennaio 2011 a Wengen, senza completare la prova. Il 14 gennaio 2012 a Méribel è salito per la seconda e ultima volta in carriera sul podio in Coppa Europa, classificandosi 2º in supergigante; si è ritirato al termine della stagione 2014-2015 e la sua ultima gara in carriera è stata la discesa libera FIS disputata a Selva di Val Gardena l'8 aprile. In carriera non ha preso parte né a rassegne olimpiche né iridate.

## Palmarès

### Mondiali juniores
- 1 medaglia:
  - 1 oro (discesa libera a Garmisch-Partenkirchen 2009)

### Coppa del Mondo
- Miglior piazzamento in classifica generale: 151º 2009

### Coppa Europa
- Miglior piazzamento in classifica generale: 33º nel 2010
- 2 podi:
  - 1 vittoria
  - 1 secondo posto

#### Coppa Europa - vittorie
| Data         | Località  | Paese  | Specialità |
| ------------ | --------- | ------ | ---------- |
| 3 marzo 2010 | Sarentino | Italia | SC         |

Legenda:

SC = supercombinata